# حماس بوينس آيرس (شعر)
حماس بوينس آيرس (بالإسبانية: Fervor de Buenos Aires)‏ هو أول كتاب شعر للكاتب والروائي الأرجنتيني خورخى لويس بورخيس  ، نشرته مطبعة سيرانتس في عام 1923. ووفقاً للناقد خوان اَرانا.
| حماس بوينس آيرس (شعر) | هو من بين أعمال بورخيس هذا العمل يسجل وجود أكبر المشاكل الفلسفية الدائمة ، ويحمل غلاف الكتاب صورة ل نورا بورخيس. ويتناول تحرير المؤلف، و تداول الكتاب الذى يقدر ب 300 نسخة،و صفحات الكتاب التى لم تكن مرقمة. | حماس بوينس آيرس (شعر) |

يقول ستيليو كرو أن هذا العمل: 
| حماس بوينس آيرس (شعر) | حماس بوينس اَيرس، كما يوحى العنوان، هو تمثيل حنون للعاصمة الأرجنتينية.[.......] و أن النبرة الحزينة للقصائد تتناقض مع عنوان العمل; ولا يمكن توقع أن تكون كلمة الحماس وصفاً لديوان شعري أهداه المؤلف لمدينة عملاقة مثل بوينس اَيرس، ولكن الكاتب يقصد الحماس الداخلي للمدينة. | حماس بوينس آيرس (شعر) |

 على الرغم من أن نقاد وكتّاب سيرة أخرون يذكّروننا بأن "هناك أيضا أدلة تثبت عكس ذلك، وعلى سبيل المثال: توجدرسالة بتاريخ 22 يونيو 1921 أرسلها بورخيس لصديقه الشاعر مايوركين يعقوب سويردا  والتي يعبر فيها عن خيبة أمله بعد عودته لأمريكا حيث يبدو له كل شيء ضعيف وذابل ورغبته في العودة إلى أوروبا في أقرب وقت ممكن".
جنباَ ل القمر المعاكس  ودفاتر سان مارتين  شكّل خورخى ثلاثية شعرية. «في الكتب الثلاثة يتم تحقيق نفس الفكرة التي تربطهم بإحكام». يخبرنا جيمس مكجني أن: 
| حماس بوينس آيرس (شعر) | هناك وحدة قوية من العاطفة والشكل الشعرى في مجلدات الشعر الثلاثة لخورخى لويس بورخيس.[.....] تم تعييين هذه الوحدة من خلال الجغرافيا الشعرية المرسومة لبوينس اَيرس ،في الشوارع و الساحات والمنازل في المدينة والتى تُعيد صياغةرسم صورة ظلّية خافتة توحي بمدينة بوينس آيرس في أواخر القرن التاسع عشر | حماس بوينس آيرس (شعر) |

.
توجد في مجلدات الشعر الثلاثة وحدة الموضوع العامة; والتعبير البسيط لتحديد ملامح الدقة والأناقة والتناغم.تنقسم مواضيع قصائد الشعر الثلاثة إلى كل ما هو تافه ويومي للتفكير القلق الميتافيزيقي الإنسانى أومنهج التفكير الإنسانى الأساسي.
وبشكل فلسفي، فإن هذا العمل يمثل بداية الطريق ل بورخيس، تاركاً الاعتماد على كل من شوبنهاور وكانط وبيركلي وهيوم، ولكنه في الوقت ذاته دون الانفصال عنهم. حوّلَ بورخيس المشاكل الُمجردة التي تملأ الكتب والتعليم (الفلسفة) إلى مادة حية للبحث الأدبى والشعري الخاص به.هذا الديوان وفقاَ لبورخيس نفسه يزيد من قيمة أعماله:
| حماس بوينس آيرس (شعر) | اعتقد أنه لم يسبق لي أن ابتعدت كثيراً عن هذا الكتاب; وأشعر بأن كل أعمالي الأخرى تطورت فقط من الموضوعات التى طرقت على ذهني للمرة الأولى; وأشعر بأن كل حياتى مضت في إعادة كتابة كتاب واحد | حماس بوينس آيرس (شعر) |

.

## خلفية الأحداث
كُتبَت معظم القصائد الموجودة في حماس بوينس آيرس بين عامى 1921 و1922، ومنها ما نُشر َفي إسبانيا بين عامي 1919و1922 في مجلات أُلترايستاس مثل مجلة جريثيا  وألترا  وتابليروس  وجرن جيجنول  وكوسموبوليس وصحيفة بالياريس، أنقذ بورخيس إثنين من القصائد التي تدخل في عمل حماس بوينس آيرس: الأولى الغرفة الفارغة 
بالإسبانية:(Sala vacía) والتي نُشرت في مجلة ألترا، رقم 24 في عام 1922 والتي عدلها جزئيا في تحرير عمل حماس بوينس آيرس في1923 ، وعلى التوالي يُدخل بورخيس تغييرات حتى يصل للصيغة النهائية للعمل الشعري في عام1969.و الثانية: القرية
بالإسبانية:Aldea ونُشرت لأول مرة في عام1921كما نُشرت أيضاَ بعد ذلك في مجلة ألترا رقم21 في عام 1922، والتي تغير إسمها لتُصبح الجزء الأول من الحقول المائلة للظلام. وعلى خلفية الأعمال السابقة لحماس بوينس آيرس، أظهرَ أنطونيو كاخيرو فاثكيث  في عمل نقد المناظر الطبيعية والذي نُشر في مجلة كوسموبوليس (مدريد، رقم 34. وفي أكتوبر1921)، << رفض بورخيس شعر المدينة الحديثة (على العكس من رأي معاصريه مابليس أرثيه وأوليفريو خيروندو) ، وأقترح إنقاذ كل ما هو مهمش:الأجمل هو كل ما هو مهمش ، ويكتب أيضاَ، من بين المواضيع التي تستحق أهتمامه هي أي بيت من الأحياء الفقيرة والخطيرة والطفولية والهادئة، حيث القهوة والمشهد الحَضَريّ غير الملوث باللفظية (غلبة اللفظ على المعنى)، بورخيس الذي كتب هذه القصائد هو بورخيس الذي عاد إلى بوينس اَيرس في عام 1921 وتعرًف على تيار حركات الطلائع  الأوروبية وكان مهتماً بشكل خاص بتيار الأولترايسمو  وتيار التعبيرية  وألتزمَ بشرط التجديد >> . لكن أثار تيار الأولترايسمو بدأت تضعف في عمل حماس بوينس اَيرس وعلى حد قول جيمس مكجني. << تم تطهير شعره من الاستخدام المفرط للصور، واعتمدَ على الاسلوب البسيط الذي يظهر في أول مجلد له حماس بوينس اَيرس >> .
يستبعد بورخيس كل تراكيب أسلوب الألترايستا (ما عدا واحدة) ورحب باستخدام تراكيب أخرى تتسم بأنها معارضة لأسلوبه أو مختلفة عنه. أما الحماسة بنوع ويتمانيو أمام تعدد الكون، أستبدل الحماس بمكان مغلق من المدينة; وبأكثر دقة أستبدل هذه الكلمة بأحياء ولحظات متعلقة بالماضي. لوحظَ في هذا الديوان علاقة المغامرة الروحية العظيمة التي عاشها الشاعر الغنائي، والعلاقة السارّة بين المناظر الطبيعية وروح المتكلم، تعبّر البلاغة بطريقة موضوعية رؤية كل ما هو واقعي وحساس،

## البنية

### المقدمة
لاحظ أنطونيو كاخيرو أنه << ليس من المألوف بالنسبة لكتاب شعر أن يبدأ بمقدمة، مع توقيع أقل >>. يحمل الديوان الأول لبورخيس نص بعنوان <<لمن سيقرأه>>منذ ظهوره الأول. في عدد 1923 تألف هذا الديوان من ثمانية فقرات، والتي أستمرت فقط في الفقرة الثامنة في جميع الطبعات وذلك ابتداءً من طبعة القصائد لعام (1922_1943). هناك أيضا مقدمات في عدد 29 أغسطس 1964، وفي عدد 18 أغسطس 1969 وفي عدد 1974 ، وجميعهم في بوينس اَيرس. أكد بورخيس في المقدمة المكتوبة في عام 1969 إخلاصه الغير كاذب ابداً لشوبنهاور، وفي مناسباتٍ عديدة لاحقة قام بكاريكاتور ذاتي لأوضاع تلك السنوات، ويعرّف هذه المقدمة على أنها باحثة عن غروب الشمس والضواحي والنكبات.

### المحتوى

#### عام 1923
تتألف الطبعة الأولى من 46 قصيدة يسبقها «مقدمة» وفي هذه المقدمة دافع فيها عن العقيدة الشعرية للشاب بورخيس وفي الوقت نفسه عن الجوهر والشكل لأبياته الشعرية. ويتكون محتوى الطبعة الأولى من:
| - لمن سيقرأه (المقدمة) - الشوارع - لا ريكوليتا - الشارع المجهول - الحديقة النباتية - الموسيقى الوطنية - ميدان سان مارتين - الحيلة - نهاية السنة - المدينة - اللقية - الفناء - الحي المُعاد احتلاله - كثرة الكلام - فيلا أوركيثا - الغرفة الفارغة - النقش على القبر (للعقيد السيدإيسيدورو سواريث والد جدي) - الورود - الضاحية - الاعتذار لأي متوفي - الحديقة - الكتابة على أي قبر - الرأي | - العودة - الجيتار - السطوع - شروق الشمس - الجنوب - محل الجزارة - عِلم الكمياء القديمة - فاراناسي - الفجر الضبابي - اليهودي - الغياب - البساطة - الشعلة - النُزْهة - ليلة سان خوان - أيام السبت - المقربة - قصب العنبر - النقش على القبر (للعقيد السيد فرانسيسكو بورخيس جدي) - تَذكار النصر - التزوير - غروب الشمس - الوداع |  |

#### عام 1943
يتكون محتوى طبعة عام 1943 (كجزء من قصائد: 1922 - 1943 [ بوينس اَيرس: لوسادا ، 1943 ص 181 ]) من:
| * لمن سيقرأه (المقدمة) - الشوارع - لا ريكوليتا - الشارع المجهول - الحديقة النباتية - ميدان سان مارتين - الحيلة - نهاية السنة - الفناء - الحي المُعاد احتلاله - كثرة الكلام - فيلا اوركيثا - الغرفة الفارغة - النقش على القبر (تأخر قيمته...) - الورود - الضاحية - التأسف لأي مُتوفى - الحديقة - الكتابة على أي قبر | - العودة - الإيتار - الشفق - الفجر - الجنوب - دُكان اللحوم - عِلم الكيمياء القديمة - فاراناسي - خودينجاسي - الغياب - البساطة - النُزْهة أو (المَسيرة) - ليلة سان خوان - أيام السبت - تَذكار النصر - التزوير - غروب الشمس - الحقول المائلة للظلام - الوداع |  |

وهكذا أُزيلت القصائد التالية:
| - الشفق - شروق الشمس - الضاحية - غروب الشمس - الغياب - الحي المسترَد - الشارع المجهول - النُزّهة أو (المَسيرة) - الحقول المائلة للظلام - دُكان اللحوم - المًقرُبة - الوداع - الجنوب - الحيلة - نهاية السنة - الكتابة علي أي قبر | - النقش على ى القبر - الحديقة - ليلة سان خوان - ميدان سان مارتين - لا ريكوليتا - الوردة - العودة - الشوارع - الخطوط التي رأيتها مكتوبة وضائعة في 1922 - البساطة - التأسُف على أي مُتوفى - الورود - أيام السبت - الغرفة الفارغة - تَذكار النصر - الفناء |

| حماس بوينس آيرس (شعر) | هناك صورة نقية ، و ذلك دون اللجوء إلى الصفات الفخمة أو إلى التطورات الغير مجدية ، ينتقل بنا عميقاً ، محققاً هدف المؤلف [...] بكل صدق أدبي لا يتزعزع ، بورخيس قبل كل شيء ، صادقاً مع نفسه ، مُلماً بكل الحيل الأدبية الأقل أو الأكثر مهارة ، وهو يعلم جيداً سهولة محاكاة القصائد ليُخيف القارئ الغافل مظهراً له سيناريو واسع جداً أو يدق دماغه بكلمات لا يفهمها ، ولكن دائماً يرعى أن شعره يجب أن يكون نسخة قوية عن المشاعر الصادقة و أُعدت بصبر لتُصبح قصيدة . مع أمل صغير في الوحي الإلهي الذي يصر البعض على رؤيته في الشعراء ، لا يؤمن بورخيس بالعفوية ، الشيئ الجدير بالثناء الذي يحسّن عمله المستمر ، اقتناعاً منه بالحالة الغير ممتلئة من الكمال المطلق | حماس بوينس آيرس (شعر) |

### الإهداءات

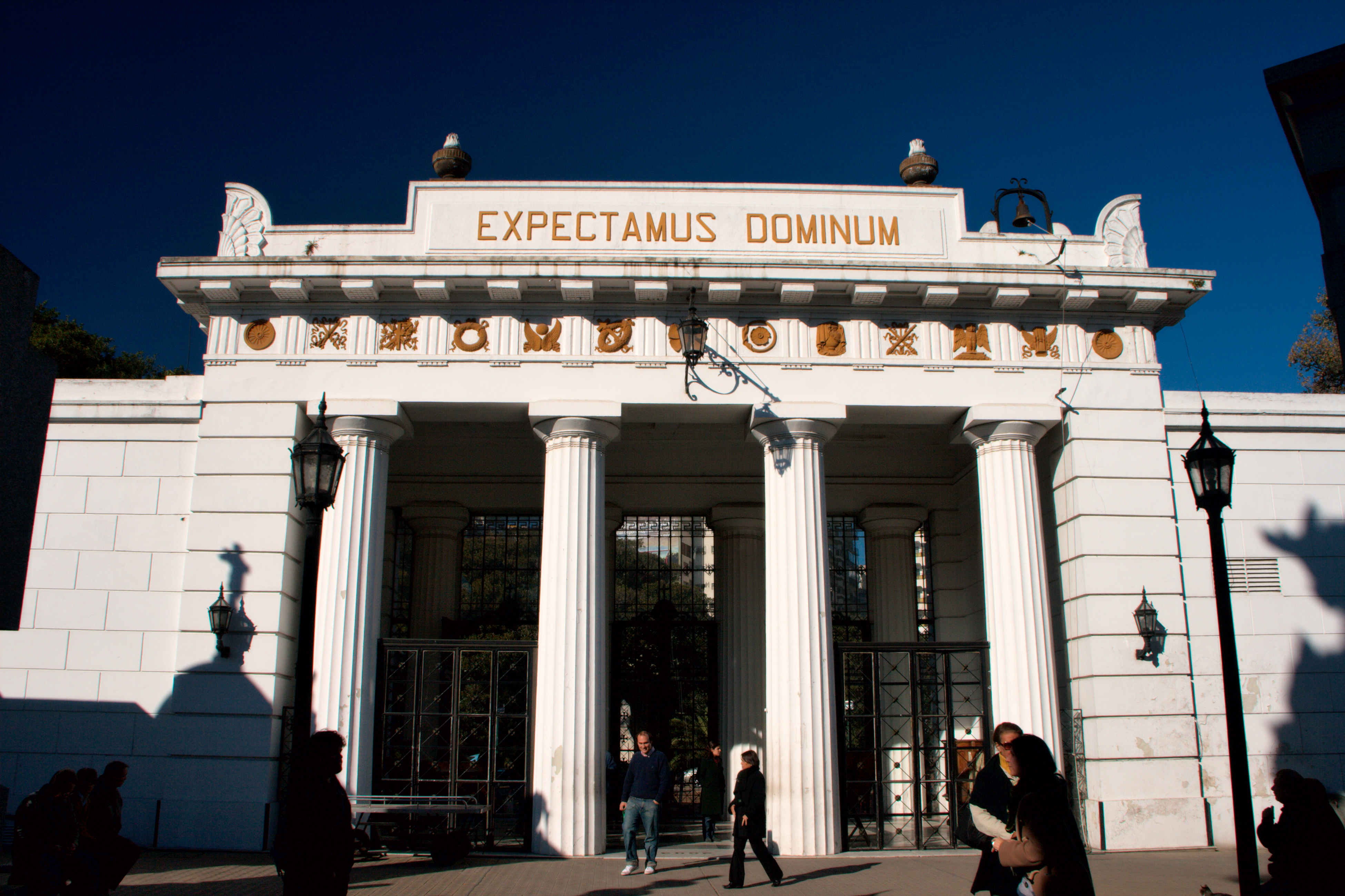
مدخل مقبرة ريكوليتا